# Csaba Rezső
Csaba Rezső, születési nevén Zeitler Rudolf (Makó, 1903. október 3. – Budapest, 1955. március 20.) magyar építész, építészeti szakíró, lapszerkesztő.

## Élete
Makón született, édesapja Zeitler Rudolf gőzmalomtulajdonos, édesanyja Szollár Etel. 1927-ben szerzett belsőépítészi (építőiparművész) képesítést. Ekkortól publikált építészeti kritikák (cikkeit gyakran Rovó Zoltán néven írta alá), 1944-ben elindította a Hajlék című építőművészeti füzetsorozatot. Nevét Zeitler Rudolfról 1933-ban magyarosította.
A két világháború között működött, elsősorban templomot tervezett. Alkotásait főleg népies stílusban tervezte meg, bár a Rákospalota-óvárosi református templom és a Pestszentlőrinc–Kossuth téri református templom inkább art déco jellegűnek mondható.
Az 1950-es években hosszan tartó betegsége alatt a rákosszentmihályi gyülekezeti házban kapott lakhelyet, és itt is hunyt el 52 éves korában.

## Ismert épületei
- 1928: Sashalmi református templom, 1161 Budapest, Budapesti út 82-84. (Árkay Aladárral közösen)[7]
- 1932–1941: Pestszentlőrinc–Kossuth téri református templom,  	1183 Budapest, Kossuth Lajos tér 5.[6]
- 1933–1936: Rákospalota-újvárosi református templom, 1152 Budapest, Rákos út 71-75.[8]
- 1937–1939: Mátyásföldi református templom, 1165 Budapest, Baross Gábor u. 23.[9]
- 1938–1941: Rákospalota-óvárosi református templom, 1151 Budapest, Kossuth Lajos utca 1.[10]
- 1939–1944: Ősrákosi református templom, 1155 Budapest, Széchenyi út 18.[11]

## Képtár

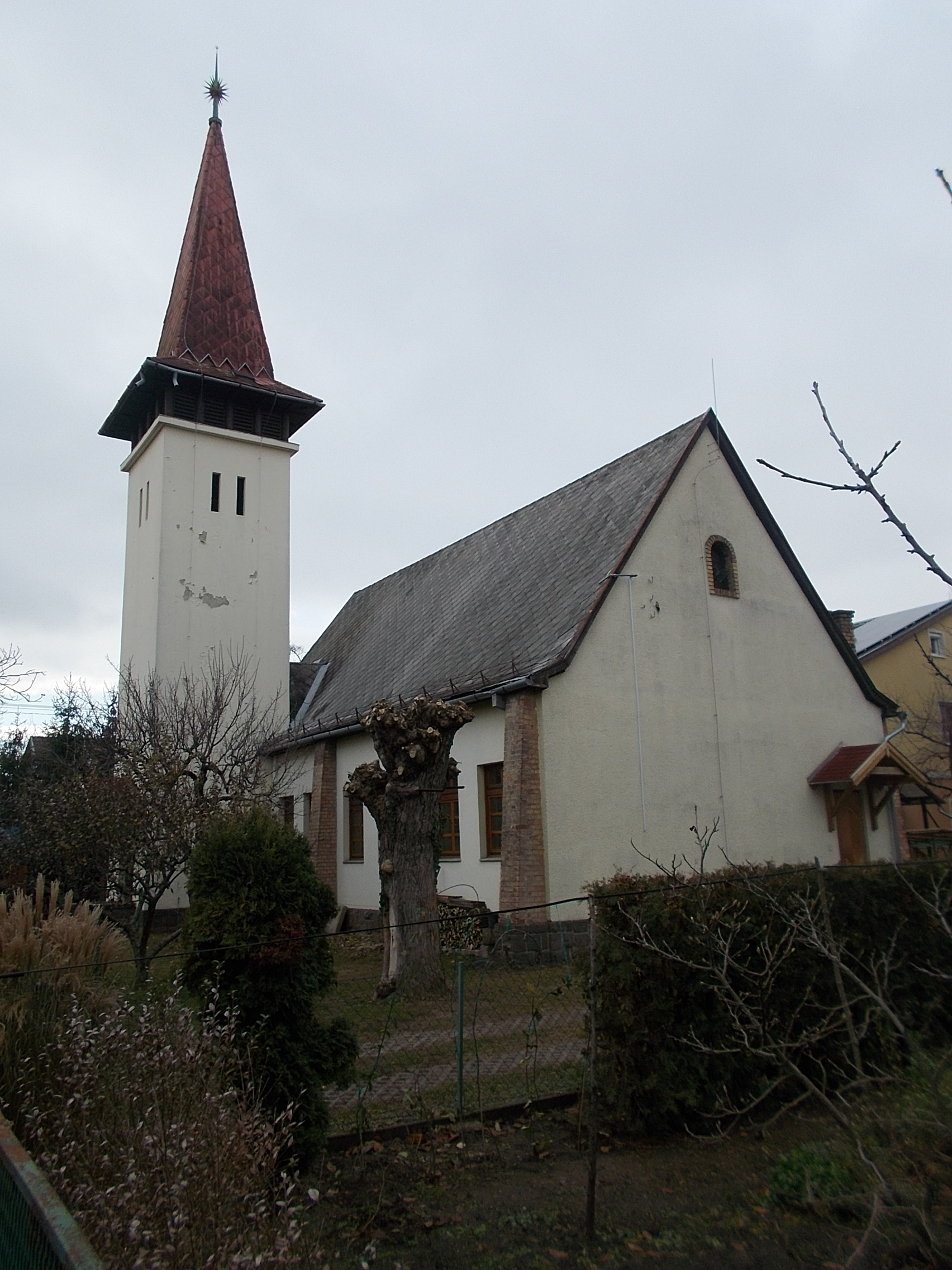
Mátyásföldi református templom
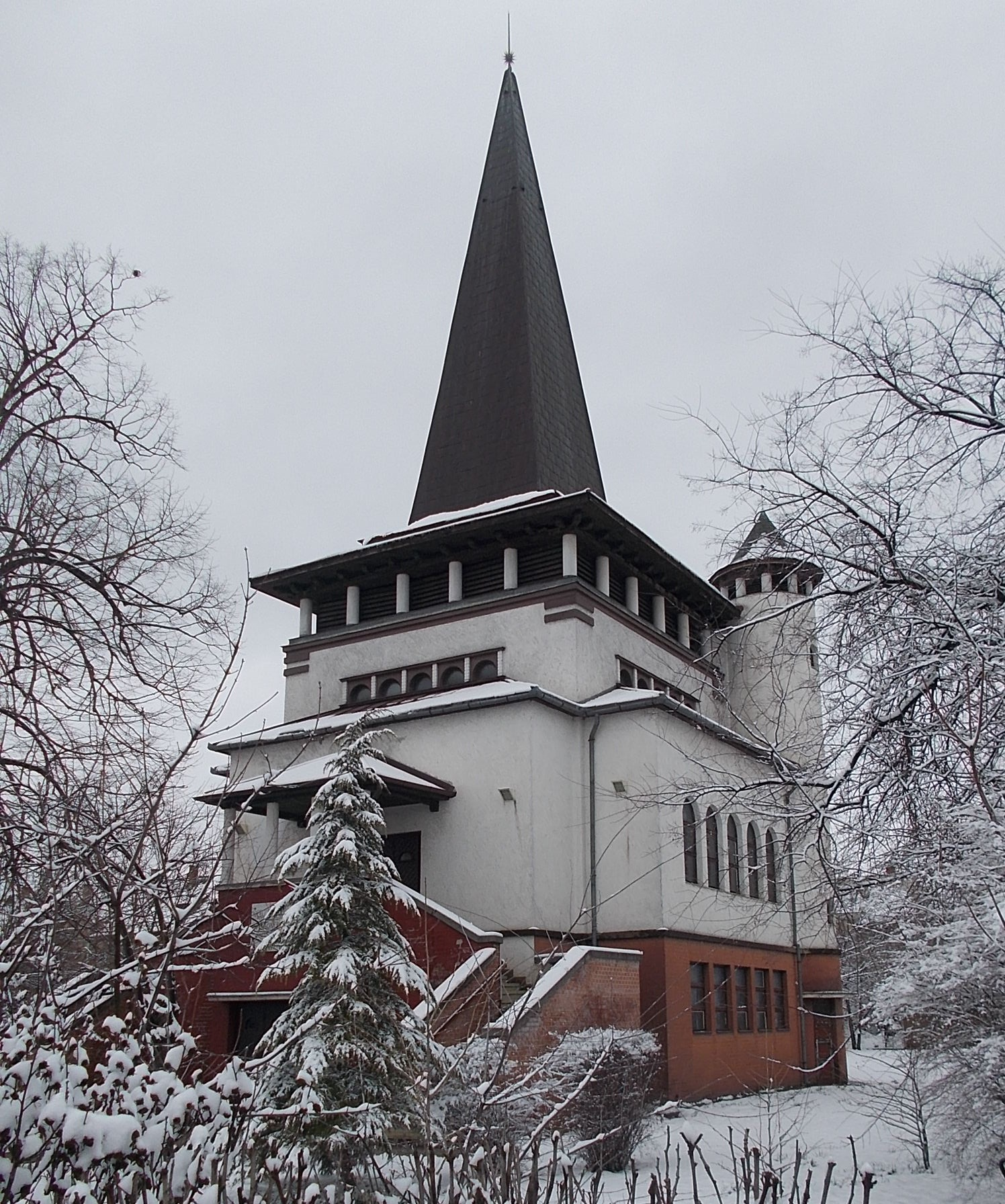
Ősrákosi református templom
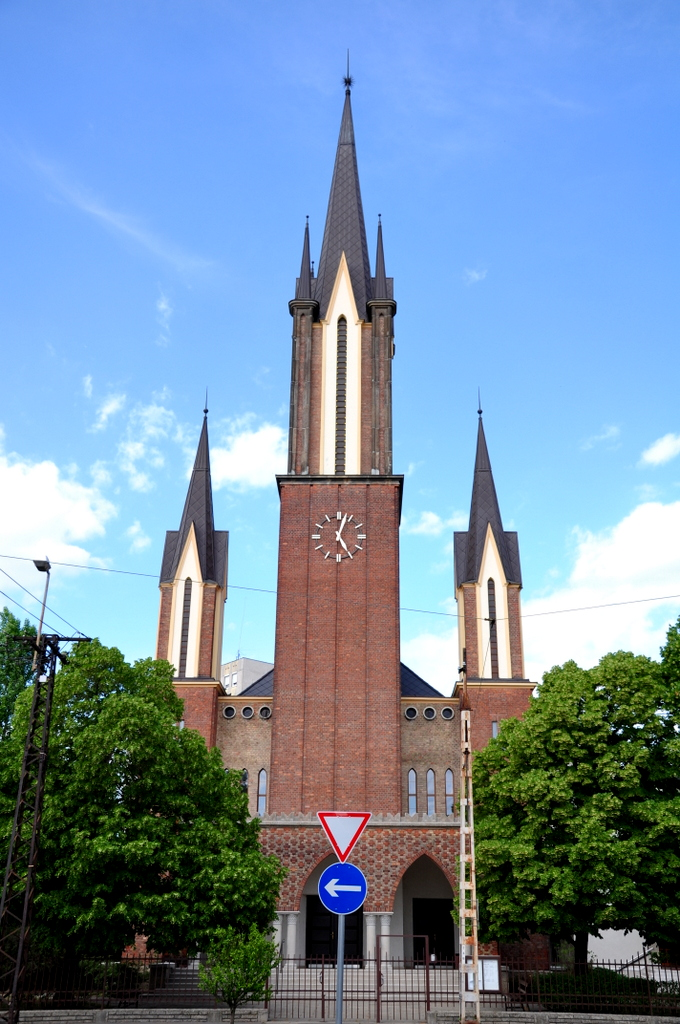
Rákospalota-óvárosi református templom
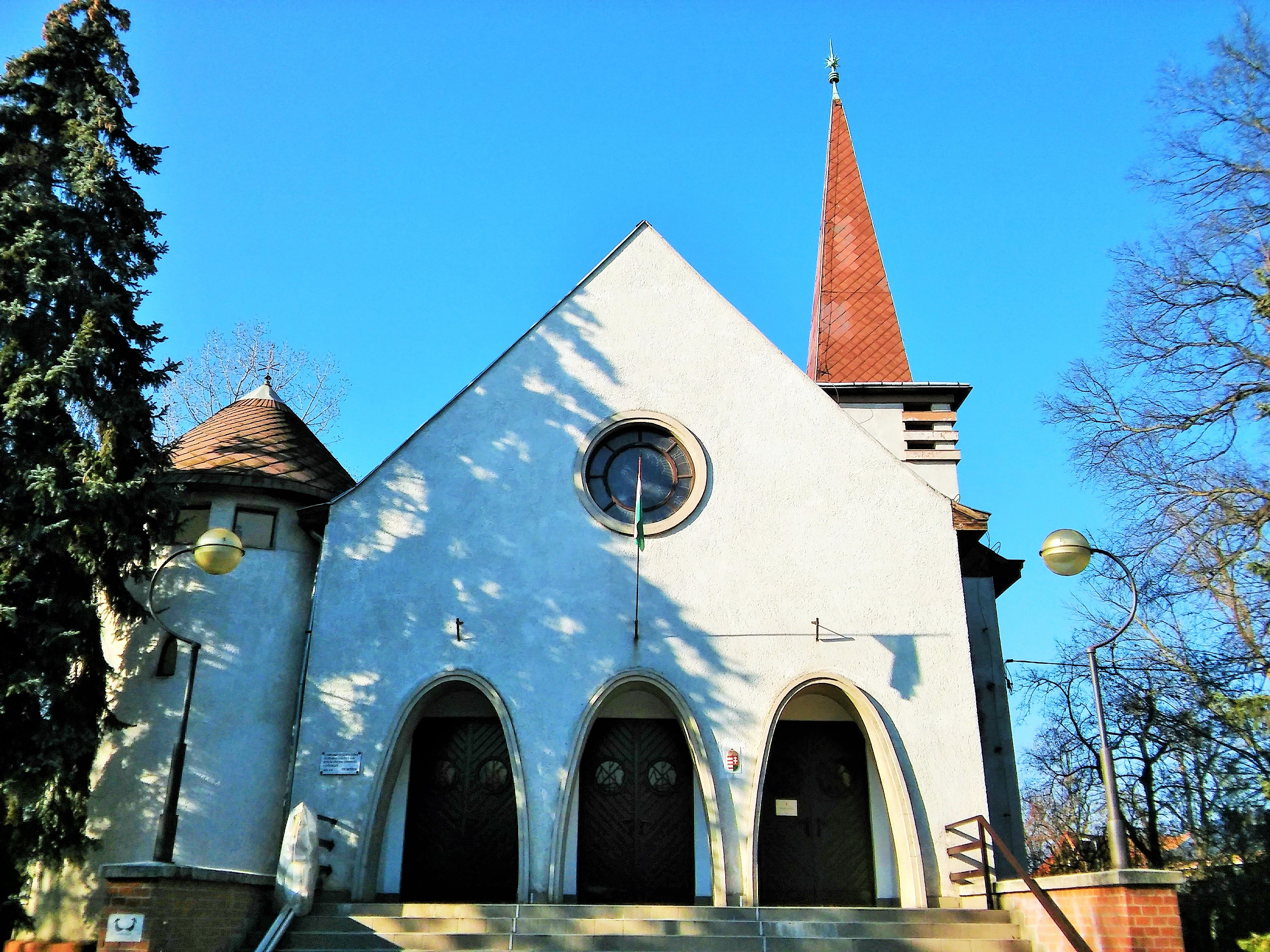
Rákospalota-újvárosi református templom
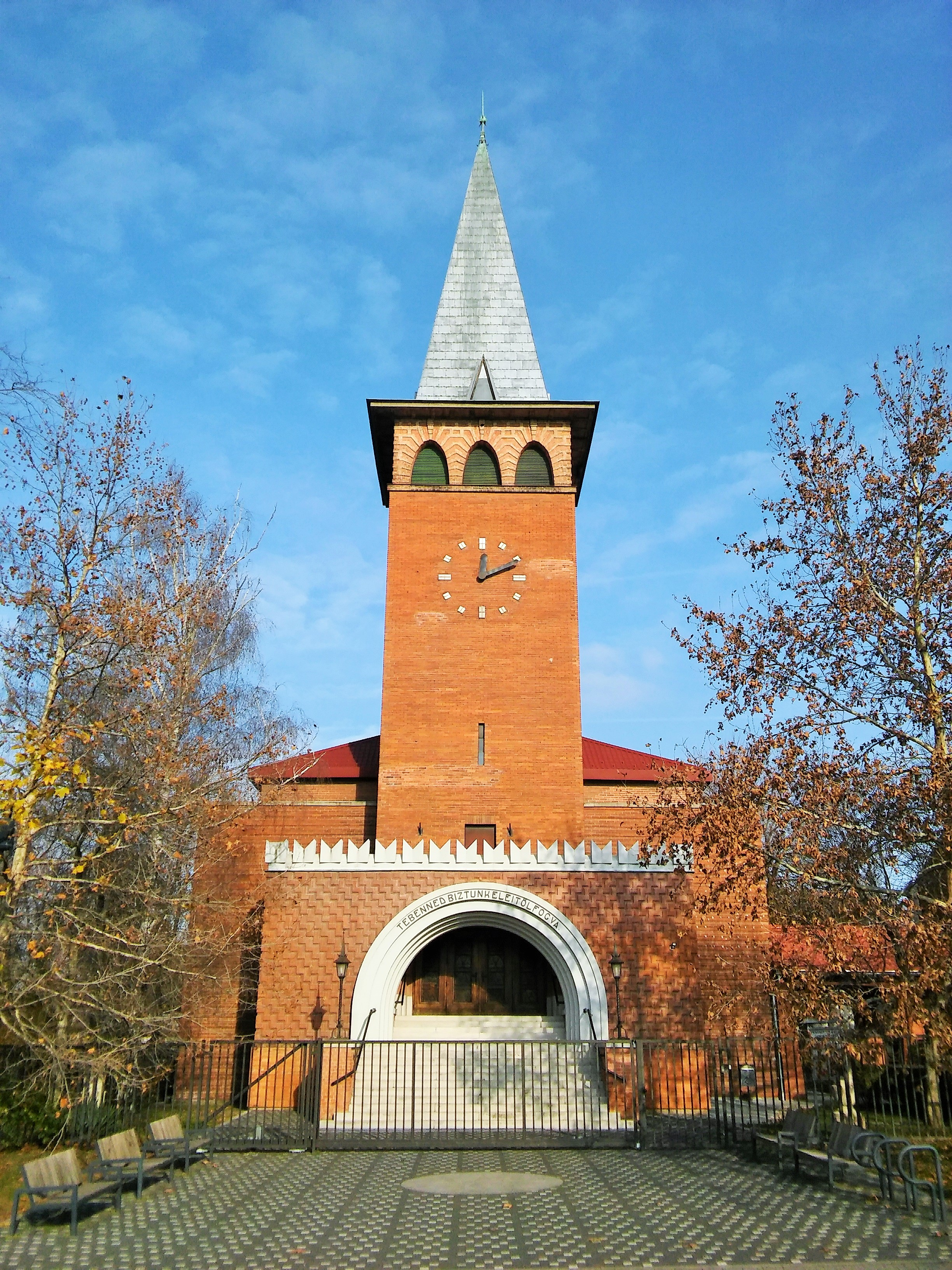
Pestszentlőrinc–Kossuth téri református templom

## Forrás
- Csaba Rezső élete és építészi munkássága